# Антонова Буда
Анто́нова Бу́да (бел. Антонава Буда) — деревня в составе Лебедянковского сельсовета Белыничского района Могилёвской области Республики Беларусь.

## Географическое положение
Рядом с деревней протекает река Вабич, приток реки Друть.

## История
Возле деревни находится могила Лорченко Л. Д. — Героя Советского Союза, который 18 июля 1943 года с тремя другими партизанами погиб в бою с карателями. Лорченко Л. Д. подорвал себя и окруживших его гитлеровцев противотанковой гранатой. На могиле героя установлен обелиск.

## Население
- 2010 год — 41 человек

## Социальная сфера
В деревне работает фельдшерско-акушерский пункт.

## Достопримечательность
- Братская могила (1943 г.). Валун с барельефом Лорченко Л. Д. и 2 Стеллы, на одной надпись: "Павшим за Родину в борьбе с немецко-фашистскими захватчиками. Вечная слава героям!", на второй - "Герой Советского Союза Лорченко Леонид Дмитриевич, 1923 - 1943. Кононов Савелий Минович, 1918 - 1943. Партизаны 600-го партизанского отряда. Вечная слава героям!"